# Милоніг
Петро Милоніг (дав.-рус. Пєтръ Милонѣгъ) (роки народження і смерті невідомі) — перший відомий руський зодчий.

## Біографія
Жив наприкінці 12 століття. Літопис називає його «умільцем», «художником» і «приятелем» князя Рюрика Ростиславовича (останнє є свідченням високого соціального положення майстра).

## Творча спадщина
У 1199 році звів кам'яну підпірну стіну для захисту Михайлівської церкви Видубицького монастиря від вод Дніпра.
З великою ймовірністю дослідники вважають Милоніга творцем:
- Василівського собору в Овручі
- церкви Дванадцяти апостолів у Білгороді-Київському (1197, не збереглася)
- П'ятницької церкви у Чернігові[3]

## Світлини

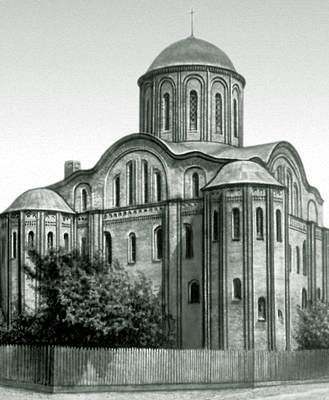
Василівський собор в Овручі (фото 1950-х років)
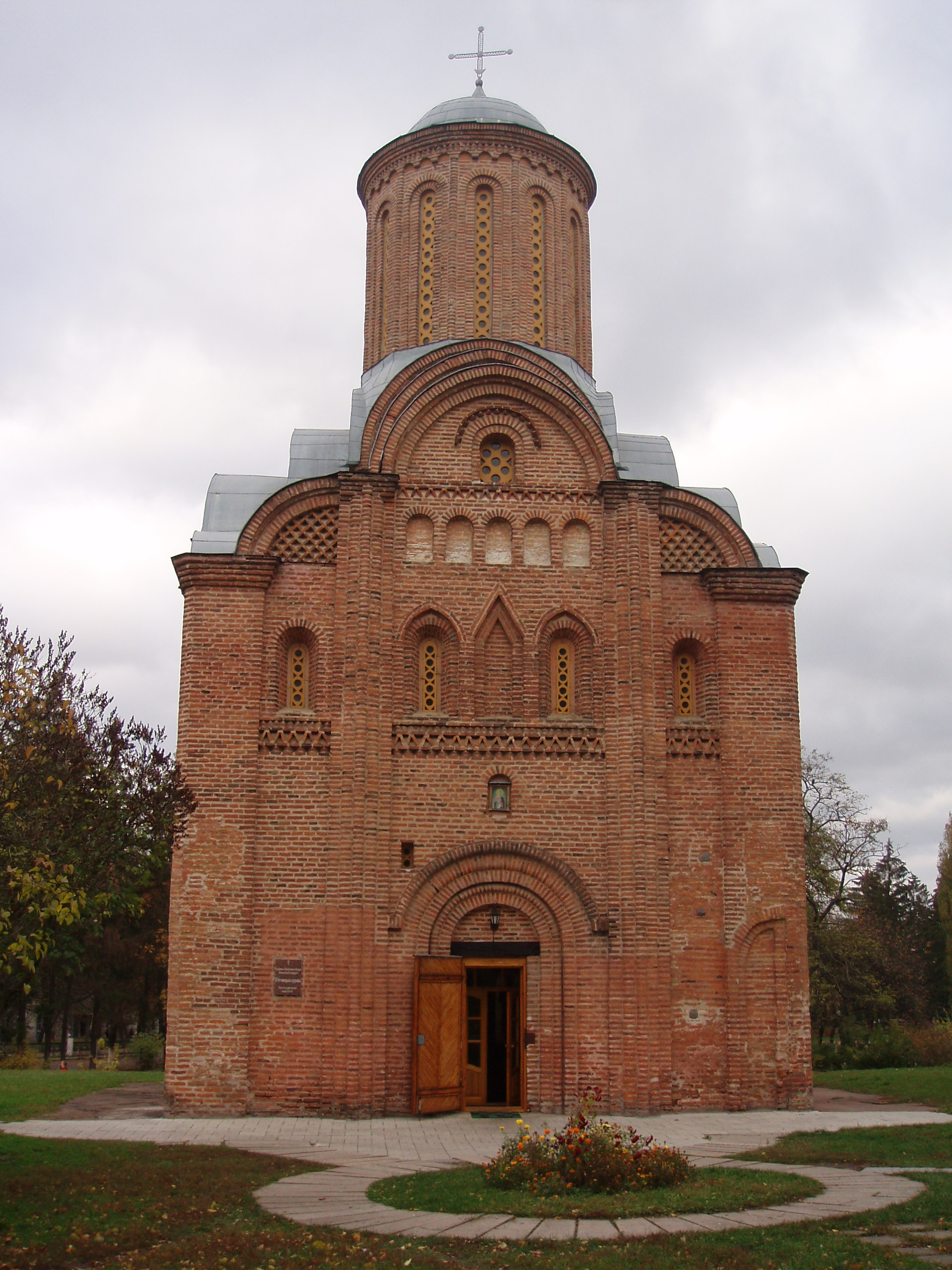
П'ятницька церква у Чернігові
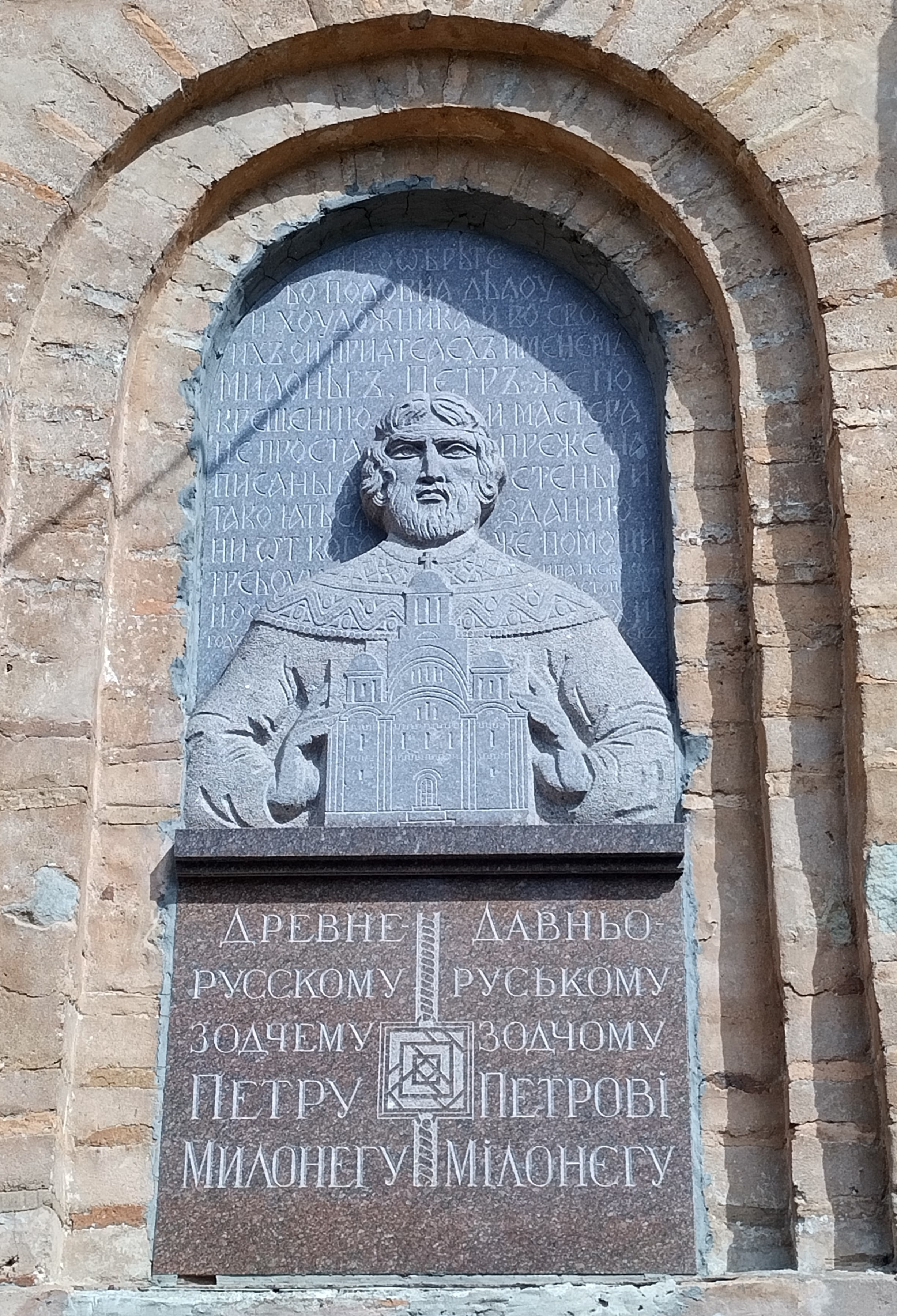
Меморіальна таблиця на фасаді Михайлівського собору Видубицького монастиря